# Plácido Nigido
Plácido Nigido (ou Nicito; Mineo, 6 de outubro de 1570 - Palermo, 1640) foi um teólogo e jesuíta italiano que escreveu o termo Mariologia no século XVII.

## Biografia
Em 1586 ele entrou na Companhia de Jesus. Seus estudos o levaram primeiro para Monreale e depois para Messina; ele residia, bem como em sua cidade natal, em Siracusa, em Monreale e, finalmente, em Palermo. Em 1613, devido a prováveis problemas de saúde, Nigido deixou a Companhia e fixou-se definitivamente na capital siciliana como sacerdote diocesano, onde se dedicou aos estudos e às boas obras. Aposentado na igreja de Santa Maria di Oreto, escreveu algumas de suas obras mariológicas. Ele morreu em Palermo por volta de 1640.

## Obra

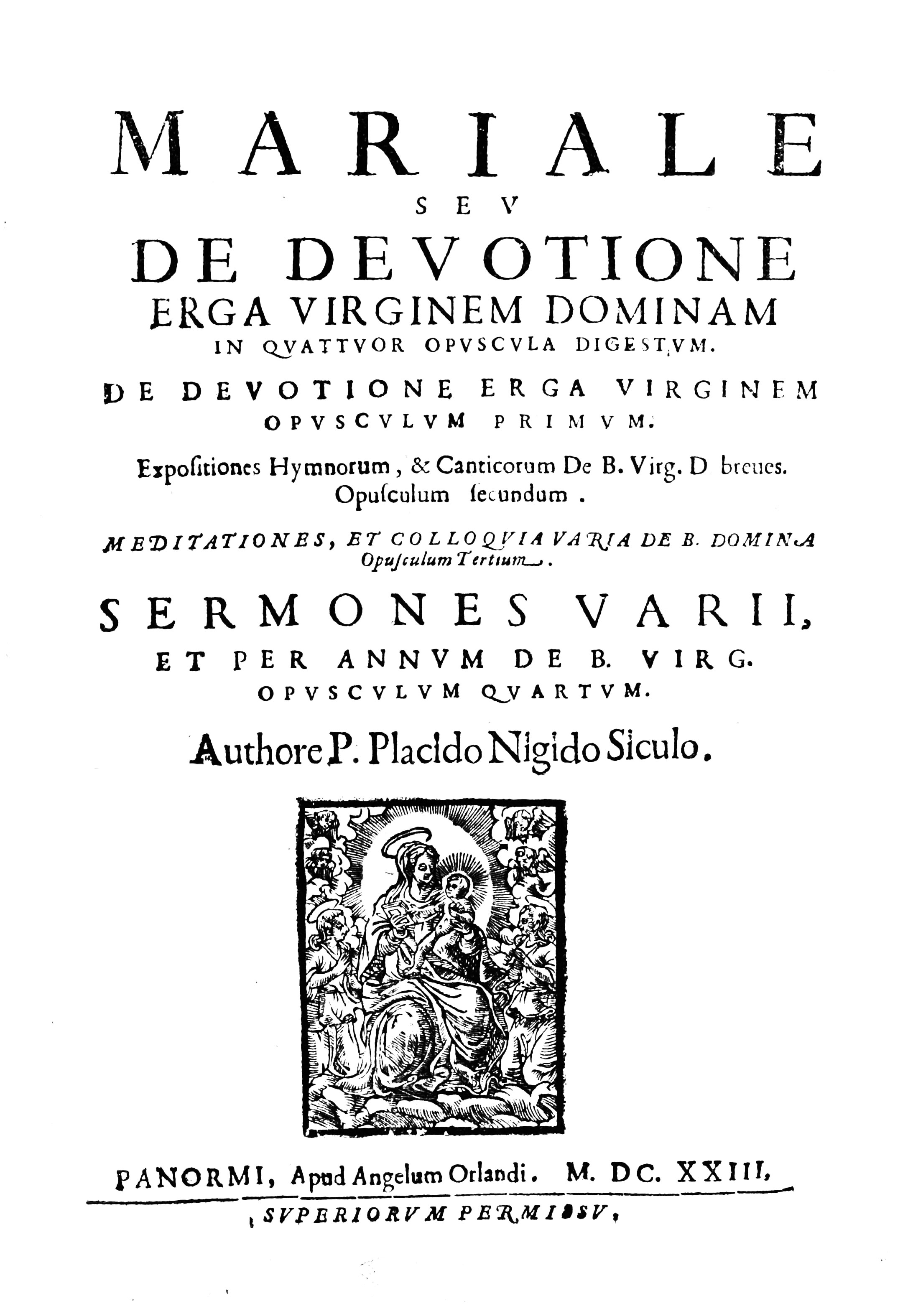
Frontispício da Mariale por P. Plácido Nigido (1623)

A partir da obra de Francisco Suarez, autor do primeiro tratado mariano moderno (1584), escreveu uma Summa sacrae Mariologiae (1602), na qual cunhou a palavra Mariologia. O texto foi publicado sob o nome de seu irmão Nicola Nigido (também nascido em Mineo em 1569). Nigido, como iniciador da mariologia moderna, afasta-se da tradição anterior porque considera "muito útil, extremamente oportuno e, pela sua conveniência, de alguma forma necessário, que haja um tratamento separado e distinto da Bem-aventurada Virgem Maria".
Ao contrário de seus predecessores, que incluíram a investigação de Maria no tratamento teológico mais amplo, o jesuíta siciliano propõe uma mariologia "externa, distinta e separada dela". Para Nigido, a Mariologia, embora separada como tratamento, «é uma parte subjetiva da teologia e não como tal, mas na medida em que a Santíssima Virgem se refere a Deus, a própria Mariologia se refere à teologia; e é verdade que se afirma que a sagrada mariologia é teologia».
Aqui está a lista de trabalhos:
- Placidus Nigidus, Summa sacrae Mariologiae, p. I, Palermo, 1602.
- Placidus Nigidus, In Cantica Canticorum expositio duplex, verbalis siue grammaticalis e litteralis de Beata Virgine domina... , Urbino, 1616.
- Placidus Nigidus, Mariale seu De deuotione erga Virginem dominam in quattuor opuscula digestum, Palermo, 1623.
- Placidus Nigidus, In threnos siue lamentationes Ieremiae. Expositiones variae, Palermo, 1628.
- Placidus Nigidus, Hortus Delitiarum Beatae Mariae Virginis, ad quem Christi Fideles confugientes flores deuotionis erga Deiparam colligunt., Palermo, 1638.